# Sphere of Souls
Sphere of Souls ist eine niederländische Progressive-Metal-Band aus der Provinz Nordholland, die im Jahr 2004 gegründet wurde.

## Geschichte
Die Band wurde im Mai 2004 gegründet, nachdem Sänger und Gitarrist André Vuurboom aus seiner bisherigen Band Sun Caged ausgestiegen war. Kurze Zeit später kamen Bassist Kees Harrison, Schlagzeuger Patrick Gerritzen und Keyboarder Joost van den Broek, welcher vorher auch bei Sun Caged tätig war, zur Band. Van den Broek sollte auch als Produzent für das Debütalbum tätig sein. Kurze Zeit später kam Gitarrist Anand Mahangoe zur Band, welcher ein paar Soli zum Album beisteuern sollte. Er sollte später ein permanentes Mitglied der Band werden. Danach begann Vuurboom mit dem Schreiben von Material für das Album. Im Januar 2005 kam Rob Cerrone als Gitarrist zur Band. Im Februar 2005 begannen die Aufnahmearbeiten, jedoch ohne Anand Mahangoe und Joost van den Broek. Währenddessen verließ Patrick Gerritzen die Band und wurde gegen Ende März 2005 durch Schlagzeuger Ruud van Diepen ersetzt.
Die Band nahm ihr Debütalbum From the Ashes… vom Mai bis September 2005 in den Excess Studios in Rotterdam auf. Im Oktober wurde Anand Mahangoe permanentes Mitglied der Band. Im November 2005 unterschrieb die Band einen Vertrag bei dem finnischen Label Lion Music und veröffentlichte ihr Album bei diesem am 21. April 2006. Am 1. Oktober 2006 spielte die Band auf dem ProgPower Europe. Anfang 2007 verließen Anand Mahangoe und Ruud van Diepen die Band. Im Juli kam Alex Rosenhof als neuer Gitarrist und im Oktober Milan Ridderhof als neuer Schlagzeuger zur Besetzung.

## Stil
Die Band spielt klassischen Progressive Metal und lässt sich mit anderen Gruppen des Genres wie Dream Theater, Vanden Plas und Psychotic Waltz vergleichen.

## Diskografie
- 2006: From the Ashes… (Album, Lion Music)